# Yulenmis Aguilar
Pour les articles homonymes, voir Aguilar.
Yulenmis Aguilar Martínez (née le 3 août 1996 à Guisa) est une athlète cubaine, spécialiste du lancer du javelot.

## Biographie
Le 2 août 2015, lors des championnats panaméricains juniors d'Edmonton, Yulenmis Aguilar établit un nouveau record du monde junior du lancer du javelot avec la marque de 63,86 m.

## Palmarès
| Date | Compétition                              | Lieu         | Résultat | Marque  |
| ---- | ---------------------------------------- | ------------ | -------- | ------- |
| 2013 | Championnats du monde cadets             | Donetsk      | 2e       | 59,94 m |
| 2013 | Championnats panaméricains juniors       | Medellín     | 2e       | 50,00 m |
| 2014 | Jeux d'Amérique centrale et des Caraïbes | Xalapa       | 4e       | 54,50 m |
| 2015 | Jeux panaméricains                       | Toronto      | 6e       | 57,87 m |
| 2015 | Championnats panaméricains juniors       | Edmonton     | 1re      | 63,86 m |
| 2015 | Championnats NACAC                       | San José     | 2e       | 56,79 m |
| 2016 | Championnats NACAC espoirs               | San Salvador | 1re      | 57,09 m |
| 2018 | Jeux d'Amérique centrale et des Caraïbes | Barranquilla | 3e       | 55,60 m |
| 2024 | Jeux olympiques                          | Paris        | 6e       | 62,78 m |

## Records
| Épreuve           | Marque  | Lieu  | Date         |
| ----------------- | ------- | ----- | ------------ |
| Lancer du javelot | 64,17 m | Nerja | 26 juin 2022 |